# Las Toscas (Tacuarembó)
Pour les articles homonymes, voir Las Toscas.
Las Toscas est une ville de l'Uruguay située dans le département de Tacuarembó. Sa population est de 781 habitants.

## Population
| Année | Population |
| ----- | ---------- |
| 1963  | -          |
| 1975  | 175        |
| 1985  | 461        |
| 1996  | 651        |
| 2004  | 781        |

Référence,.